# Apricot stone
Apricot stone (em arménio: Ծիրանր կորիզ, transliterado: Tzirane koriz, em português: Caroço de damasco) foi a canção que representou Arménia no Festival Eurovisão da Canção 2010 que teve lugar em Oslo, capital da Noruega, em 29 de maio desse ano.[carece de fontes?] Alguns interpretaram a letra de Apricot Stone para ter uma mensagem política sobre o genocídio armênio. Mais tarde, em França, representante da Armênia fez um discurso que confirma esta afirmação.
A música foi escrita por dois ex-compositores da Eurovisão Armen Martirosyan, compositor de "Without Your Love", a primeira participação arménia no Festival Eurovisão da Canção e por Karen Kavaleryan, que foi seis vezes letrista de cinco países diferentes. O arranjo musical foi fornecido pelo arranjador musical reconhecido nacionalmente e produtor musical Ara Torosyan, e interpretada por Eva Rivas, que foi seleccionada para representar a Arménia no Festival Eurovisão da Canção 2010, a 6 de Fevereiro de 2010, na Noruega
A referida canção foi interpretada em Inglês por Eva Rivas. Na segunda semifinal foi a segunda canção a ser interpretada, a seguir á canção da Lituânia "East European Funk", cantada por InCulto e antes da canção de Israel "Milim", cantada por Harel Skaat. Terminou a competição em 6.º lugar com 83 pontos, conseguindo passar á final.
Na final foi a vigésima-primeira canção a ser interpretada na noite do festival, a seguir à canção da Rússia "Lost and Forgotten", cantada por Peter Nalitch Band e antes da canção da Alemanha "Satellite", cantada por Lena Meyer-Landrut. Terminou a competição em 7.º lugar (entre 25 participantes), tendo recebido um total de 141 pontos.

## Autores
| Autores                         |
| ------------------------------- |
| Letrista: Karen Kavaleryan      |
| Compositores: Armen Martirosyan |

## Acompanhamentos
A música contou com a duduk desempenhado pelo famoso dudukahar armênio Djivan Gasparyan, a pessoa mais velha de sempre a participar, em uma performance do Festival Eurovisão da Canção. O instrumento é tradicionalmente feito de madeira de damasco.

## Charts
| Chart (2004)        | Melhor posição |
| ------------------- | -------------- |
| Swiss Singles Chart | 54             |